# Klasyfikacja dinozaurów

Klasyfikacja dinozaurów

Klasyfikacja dinozaurów – nadrząd dinozaury obejmuje dwa rzędy: Saurischia (gadziomiedniczne) oraz Ornithischia (ptasiomiedniczne).
Przez znaczną część XX wieku dinozaury nie były uważane za naturalną jednostkę systematyczną a nazwę tę stosowano jedynie dla zbiorczego określenia dwóch rzędów lądowych gadów z podgromady archozaurów – Saurischia i Ornithischia.
Obecnie dinozaury uważa się za ważny (naturalny) takson – nadrząd w hierarchii linneuszowskiej, w skład którego włącza się zazwyczaj także ptaki, bo bez nich stają się grupą parafiletyczną, a więc sztuczną. Dlatego mówiąc o dinozaurach w tradycyjnym znaczeniu (wymarłych mezozoicznych nielatających gadach naczelnych) często używa się określenia non-avian dinosaurs, czyli "nieptasie dinozaury".

## Klasyfikacja
Taksony oznaczone znakiem * są przedstawicielami większych kladów, do których zostały zaliczone poniżej, ale o niepewnej pozycji filogenetycznej w obrębie tych kladów. Taksony oznaczone znakiem zapytania są uznawane za przedstawicieli większych kladów, do których zostały zaliczone poniżej, jedynie przez część autorów.
- Nadrząd: dinozaury
  - Rząd: dinozaury gadziomiedniczne (Saurischia)
    - * rodzaj Agnosphitys
    - * rodzaj Eoraptor
    - * rodzaj Guaibasaurus
    - * infrarząd Herrerasauria sensu Langer, 2004[2]
      - rodzaj czindezaur
      - rodzaj herrerazaur
      - rodzaj kaseozaur
      - rodzaj Sanjuansaurus
      - rodzaj staurikozaur

    - (bez rangi) Eusaurischia
      - podrząd teropody (Theropoda)
        - * rodzaj Tawa
        - rodzaj Eodromaeus
        - neoteropody (Neotheropoda)
          - nadrodzina Coelophysoidea
            - rodzina Coelophysidae
              - rodzaj celofyz
              - rodzaj megapnozaur
              - rodzaj segizaur

            - rodzaj liliensztern
            - ?rodzaj dilofozaur

          - * rodzaj kriolofozaur
          - * rodzaj zupajzaur
          - awerostry (Averostra)
            - ceratozaury (Ceratosauria)
              - * rodzaj Berberosaurus
              - * rodzaj Elaphrosaurus
              - * rodzaj Spinostropheus
              - neoceratozaury (Neoceratosauria)
                - rodzina Ceratosauridae
                  - rodzaj ceratozaur

                - nadrodzina: Abelisauroidea
                  - rodzina Noasauridae
                  - rodzina Abelisauridae
                    - rodzaj abelizaur
                    - rodzaj karnotaur

            - tetanury (Tetanurae)
              - * rodzaj Poekilopleuron
              - * rodzaj Marshosaurus
              - * rodzaj Condorraptor
              - * rodzaj Piatnitzkysaurus
              - * rodzaj Monolophosaurus
              - nadrodzina Megalosauroidea
                - rodzina Megalosauridae
                  - rodzaj eustreptospondyl
                  - rodzaj magnozaur
                  - rodzaj streptospondyl
                  - rodzaj afrowenator
                  - rodzaj dubrillozaur
                  - rodzaj duriawenator
                  - rodzaj megalozaur
                  - rodzaj torwozaur

                - rodzina Spinosauridae
                  - podrodzina Spinosaurinae
                    - rodzaj Irritator
                    - rodzaj spinozaur

                  - podrodzina Baryonychinae
                    - rodzaj barionyks
                    - rodzaj suchomim

              - Avetheropoda
                - karnozaury (Carnosauria)
                  - rodzina Sinraptoridae
                    - rodzaj Sinraptor
                    - rodzaj Lourinhanosaurus
                    - rodzaj Metriacanthosaurus

                  - rodzina Allosauridae
                    - rodzaj allozaur

                  - Carcharodontosauria
                    - rodzina Neovenatoridae
                      - rodzaj neowenator
                      - rodzaj czilantajzaur
                      -  ?Megaraptora
                        - rodzaj megaraptor
                        - rodzaj Aerosteon
                        - rodzaj Fukuiraptor
                        - rodzaj Australovenator
                        - rodzaj Orkoraptor
                        - ?rodzaj Rapator

                    - rodzina Carcharodontosauridae
                      - rodzaj akrokantozaur
                      - rodzaj eokarcharia
                      - rodzaj giganotozaur
                      - rodzaj karcharodontozaur
                      - rodzaj mapuzaur
                      - rodzaj Shaochilong
                      - rodzaj tyranotytan

                - celurozaury (Coelurosauria)
                  - * rodzaj jurawenator
                  - * rodzaj kompsognat
                  - * rodzaj celur
                  - * rodzaj ornitolest
                  - Tyrannoraptora
                    - nadrodzina tyranozauroidy
                      - ?rodzina Proceratosauridae
                        - rodzaj Guanlong
                        - rodzaj Kileskus
                        - rodzaj Proceratosaurus
                        - rodzaj Sinotyrannus

                      - rodzaj Dilong
                      - rodzaj stoksozaur
                      - rodzaj eotyran
                      - rodzaj Xiongguanlong
                      - rodzaj dryptozaur
                      - rodzaj Raptorex
                      - rodzaj appalachiozaur
                      - rodzaj Bistahieversor
                      - rodzina Tyrannosauridae
                        - podrodzina Albertosaurinae
                          - rodzaj albertozaur
                          - rodzaj gorgozaur

                        - podrodzina Tyrannosaurinae
                          - ?rodzaj alioram
                          - rodzaj Teratophoneus
                          - rodzaj daspletozaur
                          - rodzaj tarbozaur
                          - rodzaj tyranozaur

                    - maniraptorokształtne (Maniraptoriformes)
                      - * nadrodzina Alvarezsauroidea
                        - rodzaj Haplocheirus
                        - rodzina alwarezaury
                          - rodzaj alwarezaur
                          - rodzaj Kol
                          - rodzaj patagonyk
                          - rodzaj albertonyk
                          - rodzaj Albinykus
                          - rodzaj Linhenykus
                          - rodzaj mononyk
                          - rodzaj parwikursor
                          - rodzaj szuwuja

                      - ornitomimozaury
                        - rodzaj deinocheir
                        - rodzina ornitomimy
                          - rodzaj archeornitomim
                          - rodzaj gallimim

                      - maniraptory
                        - * terizinozaury (Therizinosauria) sensu Sereno, 2005[3] (terizinozauroidy sensu Zhang i in., 2001[4])
                          - ?rodzaj eszanozaur
                          - rodzaj falkarius
                          - nadrodzina terizinozauroidy (Therizinosauroidea) sensu Clark, Maryańska & Barsbold, 2004[5]
                            - rodzaj beipiaozaur
                            - rodzina terizinozaury
                              - rodzaj terizinozaur
                              - rodzaj segnozaur

                            - rodzina Alxasauridae
                              - rodzaj alśazaur

                        - owiraptorokształtne (Oviraptoriformes)
                          - podrząd owiraptorozaury
                            - ?rodzaj protarcheopteryks
                            - rodzaj Incisivosaurus
                            - rodzina kaudipteryksy
                              - rodzaj kaudipteryks
                              - rodzaj awimim

                            - rodzina cenagnaty
                              - rodzaj cenagnatazja
                              - rodzaj elmizaur

                            - rodzina owiraptory
                              - podrodzina owiraptory (Oviraptorinae)
                                - rodzaj owiraptor
                                - rodzaj nemegtomaja

                              - podrodzina ingenie (Ingeniinae)
                                - rodzaj ingenia
                                - rodzaj konchoraptor

                        - (bez rangi): Paraves
                          - * rodzina skansoriopteryksy (Scansoriopterygidae)
                            - rodzaj skansoriopteryks
                            - rodzaj epidendrozaur
                            - rodzaj Epidexipteryx

                          - (bez rangi): Eumaniraptora
                            - * podrodzina unenlagie (Unenlagiinae)
                              - rodzaj Austroraptor
                              - rodzaj Buitreraptor
                              - rodzaj Unenlagia
                              - ?rodzaj Rahonavis

                            - podrząd deinonychozaury
                              - ?rodzina troodony
                                - ?rodzaj Anchiornis
                                - rodzaj Troodon

                              - rodzina dromeozaury
                                - podrodzina Microraptorinae
                                  - rodzaj Bambiraptor
                                  - rodzaj mikroraptor

                                - podrodzina welociraptory (Velociraptorinae)
                                  - rodzaj deinonych
                                  - rodzaj welociraptor

                                - podrodzina dromeozaury (Dromaeosaurinae)
                                  - rodzaj dromeozaur

                            - (bez rangi): Avialae
                              - ptaki (Aves)
                                - rodzina archeopteryksy (Archaeopterygidae)
                                  - rodzaj Archaeopteryx

      - Podrząd: zauropodomorfy (Sauropodomorpha)[6]
        - Rodzaj Panphagia
        - Rodzaj Chromogisaurus
        - Rodzaj Saturnalia
        - Rodzaj Pantydraco
        - Rodzaj tekodontozaur (Thecodontosaurus)
        - * Rodzaj Mussaurus[7]
        - Rodzaj Efraasia
        - * Rodzaj Sarahsaurus
        - * Rodzaj Plateosauravus
        - * Rodzaj rueleja (Ruehleia)
        - * Rodzina: Riojasauridae[8]
          - Rodzaj riochazaur
          - ?Rodzaj euknemezaur

        - (bez rangi): Plateosauria sensu Galton i Upchurch (2004)[9]
          - * Rodzaj Seitaad
          - Infrarząd: prozauropody (Prosauropoda) sensu Galton i Upchurch (2004)[10]
            - Rodzina: plateozaury (Plateosauridae)
              - Rodzaj sellozaur
              - Rodzaj plateozaur
              - Rodzaj unajzaur

          - (bez rangi): Massopoda
            - ?Rodzina: Massospondylidae[11]
              - Rodzaj masospondyl
              - ?Rodzaj Adeopapposaurus
              - ?Rodzaj glacjalizaur
              - ?Rodzaj Gryponyx
              - ?Rodzaj koloradizaur
              - ?Rodzaj lufengozaur

            - ?Rodzaj dzingszanozaur
            - ?Rodzaj anchizaur (Anchisaurus)[12]
            - ?Rodzaj junnanozaur (Yunnanosaurus)[13]
            - Rodzaj Aardonyx
            - * Rodzaj blikanazaur (Blikanasaurus)
            - * Rodzaj kamelotia (Camelotia)
            - * Rodzaj lessemzaur (Lessemsaurus)
            - * Rodzaj Leonerasaurus
            - Rodzaj melanorozaur (Melanorosaurus)
            - Infrarząd zauropody (Sauropoda) sensu Yates, 2007[14]
              - Rodzaj Antetonitrus
              - Rodzaj Chinshakiangosaurus
              - Rodzaj Isanosaurus
              - Rodzaj Kotasaurus
              - Rodzaj Gongxianosaurus
              - Rodzaj wulkanodon
              - * Rodzaj Tazoudasaurus[15]
              - (bez rangi) euzauropody (Eusauropoda) sensu Sereno 2005[16]
                - * Rodzaj Cetiosaurus
                - Rodzaj Spinophorosaurus
                - Rodzaj Shunosaurus
                - ?Rodzaj Barapasaurus[17]
                - * Rodzaj Patagosaurus
                - Rodzina Mamenchisauridae
                  - Rodzaj mamenchizaur
                  - Rodzaj omeizaur

                - * Rodzaj abrozaur
                - * Rodzaj atlazaur
                - * Rodzaj belluzaur
                - * Rodzaj Jobaria
                - * Rodzaj Haplocanthosaurus
                - * Rodzaj Galveosaurus
                - * Rodzaj Losillasaurus
                - Rodzaj Turiasaurus
                - (bez rangi) neozauropody (Neosauropoda)
                  - * Rodzaj australodok
                  - * Rodzaj botriospondyl
                  - * Rodzaj ksenoposejdon
                  - Nadrodzina: diplodokokształtne (Diplodocoidea)
                    - Rodzina rebbachizaury
                    - Flagellicaudata
                      - * Rodzaj Suuwassea
                      - Rodzina dikreozaury
                      - Rodzina diplodoki (Diplodocidae)
                        - Rodzaj apatozaur
                        - Rodzaj barozaur
                        - Rodzaj diplodok
                        - Rodzaj superzaur
                        - Rodzaj tornieria

                  - (bez rangi) Macronaria
                    - (bez rangi) Camarasauromorpha
                      - * Rodzaj Brontomerus
                      - Rodzina kamarazaury (Camarasauridae)
                        - Rodzaj kamarazaur

                      - Titanosauriformes
                        - * Rodzaj Qiaowanlong
                        - * Rodzaj zauroposejdon
                        - Rodzina brachiozaury (Brachiosauridae)
                          - Rodzaj astrodon
                          - Rodzaj brachiozaur
                          - Rodzaj cedarozaur
                          - Rodzaj Giraffatitan
                          - Rodzaj laparentozaur
                          - Rodzaj pleurocel

                        - Somphospondyli
                          - * Rodzaj czubutizaur
                          - Rodzaj Angolatitan
                          - Rodzaj Erketu
                          - Rodzaj Euhelopus
                          - tytanozaury (Titanosauria)
                            - * Rodzaj tytanozaur
                            - * Rodzaj antarktozaur
                            - * Rodzaj andezaur
                            - * Rodzaj argentynozaur
                            - Lithostrotia[18]
                              - * Rodzaj malawizaur
                              - * Lognkosauria
                                - Rodzaj futalognkozaur
                                - Rodzaj mendozazaur

                              - * Rodzaj ampelozaur
                              - * Rodzaj bonitazaura
                              - * Rodzaj Diamantinasaurus
                              - * Rodzaj epachtozaur
                              - * Rodzaj isizaur
                              - * Rodzaj lirainozaur
                              - * Rodzaj madziarozaur
                              - * Rodzaj mujelenzaur
                              - * Rodzaj rynkonzaur
                              - Aeolosaurini
                                - Rodzaj eolozaur
                                - Rodzaj gondwanatytan

                              - * Rodzina nemegtozaury
                                - Rodzaj nemegtozaur
                                - Rodzaj rapetozaur
                                - Rodzaj Tapuiasaurus

                              - Rodzina Saltasauridae sensu Sereno, 2005[19]
                                - Rodzaj alamozaur
                                - Rodzaj opistocelikaudia
                                - Podrodzina Saltasaurinae
                                  - Rodzaj nekenzaur
                                  - Rodzaj saltazaur
                                  - Rodzaj rokazaur
                                  - Rodzaj bonatytan

  - Rząd: dinozaury ptasiomiedniczne (Ornithischia)
    - * Rodzaj pisanozaur
    - * Rodzina heterodontozaury (Heterodontosauridae)[20]
      - Rodzaj abriktozaur
      - Rodzaj Echinodon
      - Rodzaj Fruitadens
      - Rodzaj heterodontozaur
      - Rodzaj likorin
      - Rodzaj Tianyulong

    - * Rodzaj eokursor
    - * Rodzaj lesotozaur
    - (bez rangi): Genasauria
      - * Rodzaj Leaellynasaura
      - * Rodzaj Serendipaceratops
      - Podrząd: tyreofory (Thyreophora)
        - Rodzaj skutellozaur
        - Rodzaj scelidozaur
        - Infrarząd: stegozaury (Stegosauria)
          - Rodzina stegozaury (Stegosauridae)
            - Rodzaj leksowizaur
            - Rodzaj stegozaur
            - Rodzaj kentrozaur
            - Rodzaj tuodziengozaur

          - Rodzina huajangozaury (Huayangosauridae)
            - Rodzaj huajangozaur

        - Infrarząd: ankylozaury (Ankylosauria)
          - Rodzina ankylozaury (Ankylosauridae)
            - Rodzaj euoplocefal
            - Rodzaj ankylozaur

          - Rodzina nodozaury (Nodosauridae)
            - Rodzaj edmontonia
            - Rodzaj zauropelta

      - NeornithischiaHipsylofodon
        - Rodzaj Agilisaurus
        - Rodzaj Hexinlusaurus
        - Rodzaj Othnielosaurus

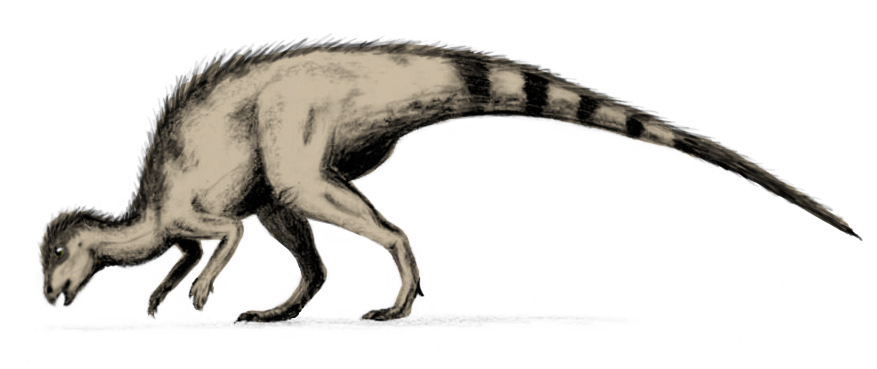
Hipsylofodon

        - Infrarząd: ornitopody (Ornithopoda)[21]
          - Rodzaj Orodromeus
          - Rodzaj Oryctodromeus
          - Rodzaj Zephyrosaurus
          - Rodzina hipsylofodonty (Hypsilophodontidae)
            - Rodzaj hipsylofodon
            - Rodzaj parksozaur

          - Iguanodontia
            - Rodzina rabdodony (Rhabdodontidae)
              - Rodzaj rabdodon
              - Rodzaj mutaburazaur
              - Rodzaj zalmokses

            - Rodzaj tenontozaur
            - Dryomorpha
              - Rodzina driozaury (Dryosauridae)
                - Rodzaj driozaur
                - Rodzaj Dysalotosaurus
                - Rodzaj Elrhazosaurus
                - Rodzaj kallowozaur
                - Rodzaj kangnazaur
                - Rodzaj waldozaur

              - Ankylopollexia
                - Rodzina kamptozaury (Camptosauridae)
                  - Rodzaj kamptozaur

                - Styracosterna
                  - Rodzaj Cumnoria
                  - Rodzaj Uteodon
                  - Rodzaj Owenodon
                  - Rodzaj Hypselospinus
                  - Rodzaj Planicoxa
                  - Rodzaj Hippodraco
                  - Rodzaj Theiophytalia
                  - Rodzaj Dakotadon
                  - Rodzaj Osmakasaurus
                  - Rodzaj Cedrorestes
                  - Rodzaj Iguanacolossus
                  - Rodzaj Lanzhousaurus
                  - Rodzaj Kukufeldia
                  - Rodzaj Barilium
                  - Rodzaj Fukuisaurus
                  - Hadrosauriformes
                    - Rodzina iguanodonty (Iguanodontidae)
                      - Rodzaj Iguanodon

                    - Nadrodzina Hadrosauroidea sensu Sereno, 2005[22][23]
                      - Rodzaj Dollodon
                      - Rodzaj Mantellisaurus
                      - Rodzaj Ouranosaurus
                      - Rodzaj Altirhinus
                      - Rodzaj Equijubus
                      - Rodzaj Lurdusaurus
                      - Rodzaj Jinzhousaurus
                      - Rodzaj Penelopognathus
                      - Rodzaj Eolambia
                      - Rodzaj Jintasaurus
                      - Rodzaj Probactrosaurus
                      - Rodzaj Jeyawati
                      - Rodzaj Protohadros
                      - Rodzaj Levnesovia
                      - Rodzaj Nanyangosaurus
                      - Rodzaj Tethyshadros
                      - Rodzaj Bactrosaurus
                      - Rodzaj Gilmoreosaurus
                      - * Rodzaj Tanius
                      - * Rodzaj Lophorhothon
                      - * Rodzaj Telmatosaurus
                      - * Rodzaj Claosaurus
                      - Rodzina hadrozaury (Hadrosauridae)[24]
                        - * Rodzaj hadrozaur
                        - Saurolophidae
                          - Podrodzina SaurolophinaeLambeozaur
                            - * Rodzaj Barsboldia
                            - Rodzaj brachylofozaur
                            - Rodzaj majazaura
                            - Rodzaj szantungozaur
                            - Rodzaj edmontozaur
                            - Rodzaj anatotytan
                            - Rodzaj kerberozaur
                            - Rodzaj prozaurolof
                            - Rodzaj zaurolof
                            - Rodzaj wulagazaur
                            - Rodzaj kritozaur
                            - Rodzaj secernozaur
                            - Rodzaj grypozaur

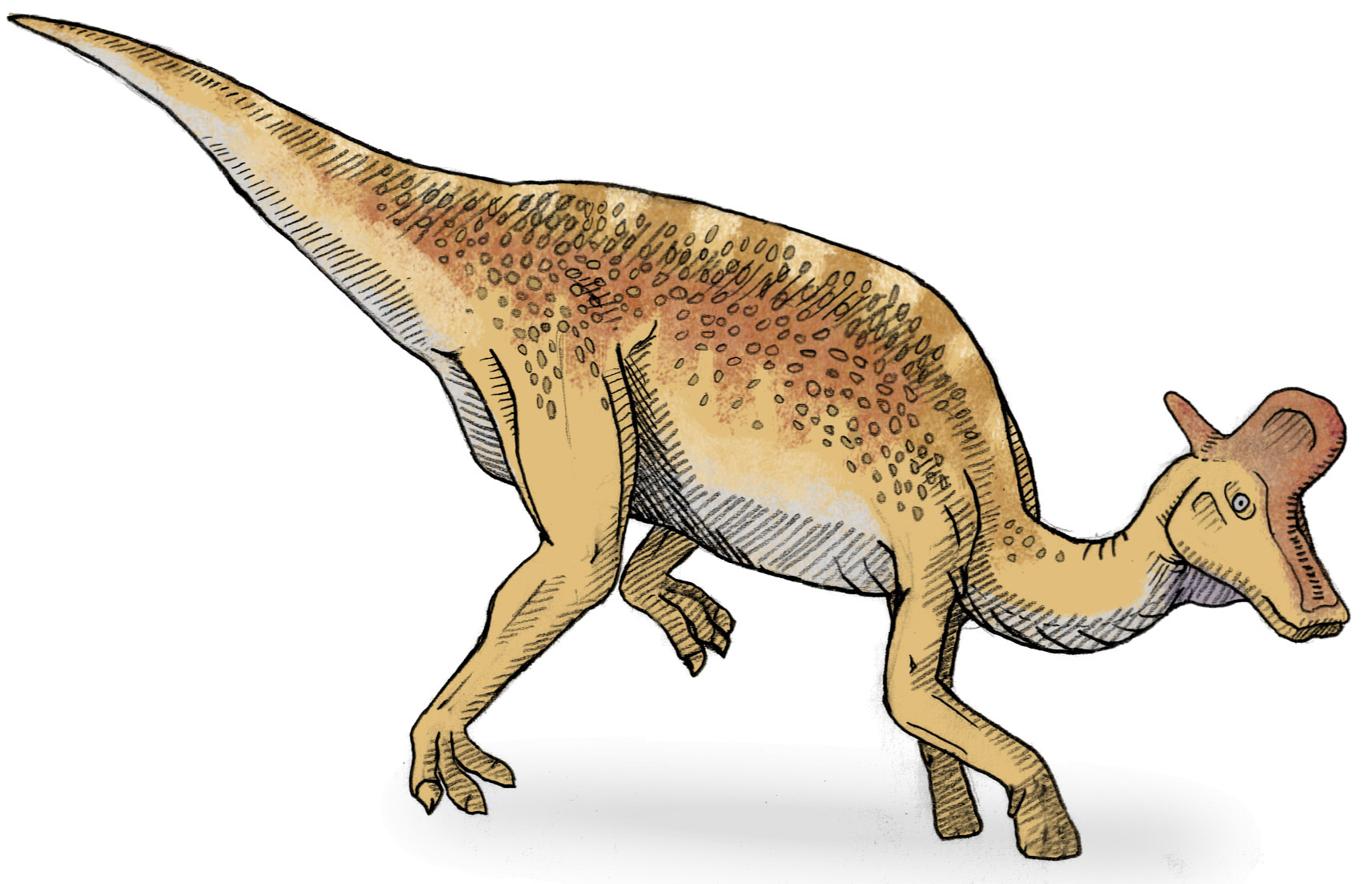
Lambeozaur

                          - Podrodzina lambeozaury (Lambeosaurinae)
                            - Rodzaj aralozaur
                            - Rodzaj jaksartozaur
                            - Rodzaj pararabdodon
                            - Rodzaj tsintaozaur
                            - * Rodzaj olorotytan
                            - * Rodzaj amurozaur
                            - * Rodzaj Sahaliyania
                            - * Rodzaj hipakrozaur
                            - * Rodzaj Velafrons
                            - * Rodzaj nipponozaur
                            - Plemię parazaurolofy (Parasaurolophini)
                              - Rodzaj parazaurolof
                              - Rodzaj charonozaur

                            - Plemię korytozaury (Corythosaurini)
                              - Rodzaj lambeozaur
                              - Rodzaj korytozaur

        - marginocefale (Marginocephalia)
          - Infrarząd pachycefalozaury Pachycefalozaur

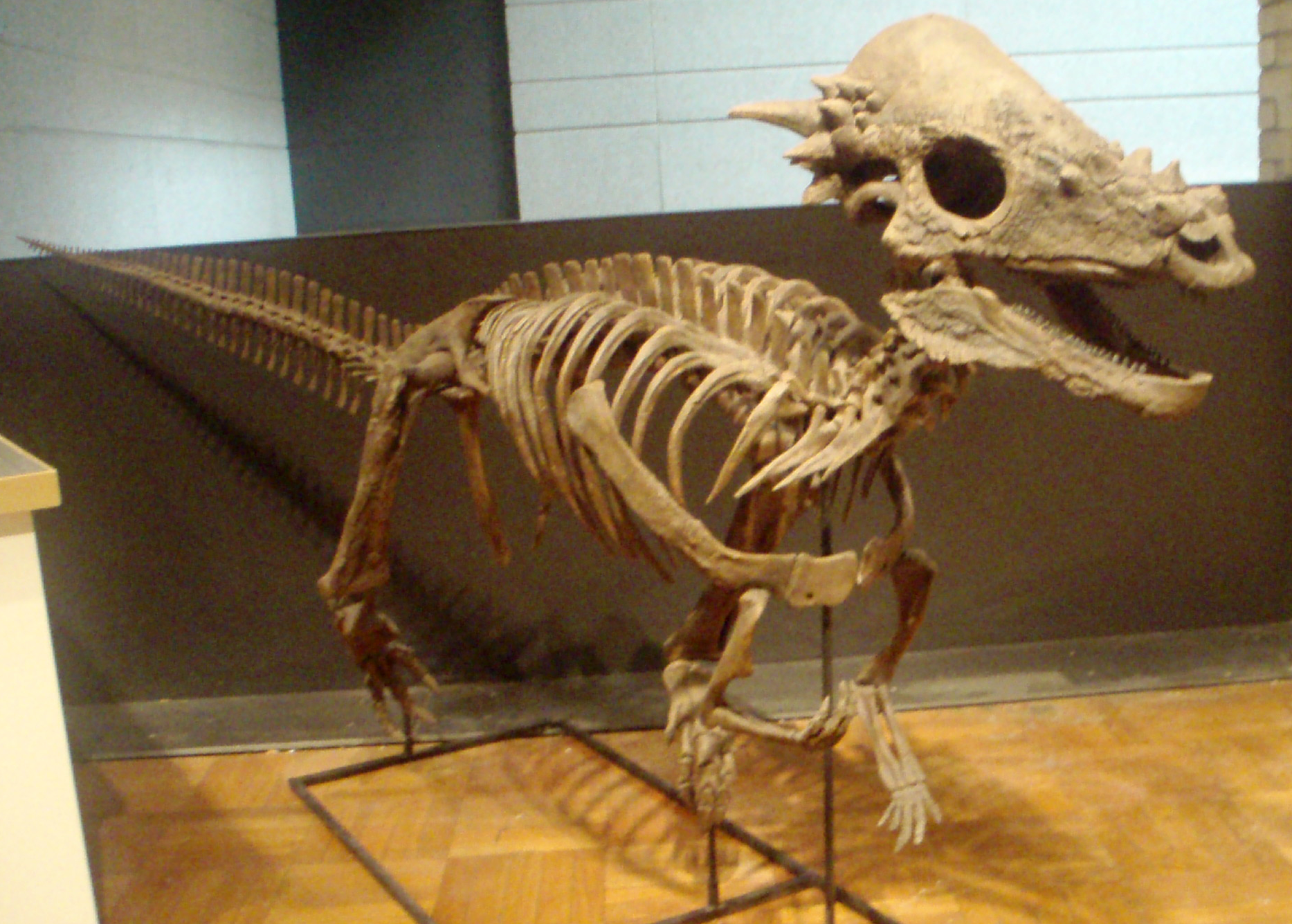
Pachycefalozaur

            - Rodzina homalocefale (Homalocephalosauridae)
              - Rodzaj gojocefal
              - Rodzaj homalocefal
              - Rodzaj wannanozaur

            - Rodzina pachycefalozaury (Pachycephalosauridae)
              - Rodzaj Stegoceras
              - Rodzaj mikrocefal
              - Rodzaj prenocefal
              - Rodzaj pachycefalozaur
              - Rodzaj Stygimoloch

          - Infrarząd ceratopsy (Ceratopsia)Einiozaur
            - Rodzaj jinlong

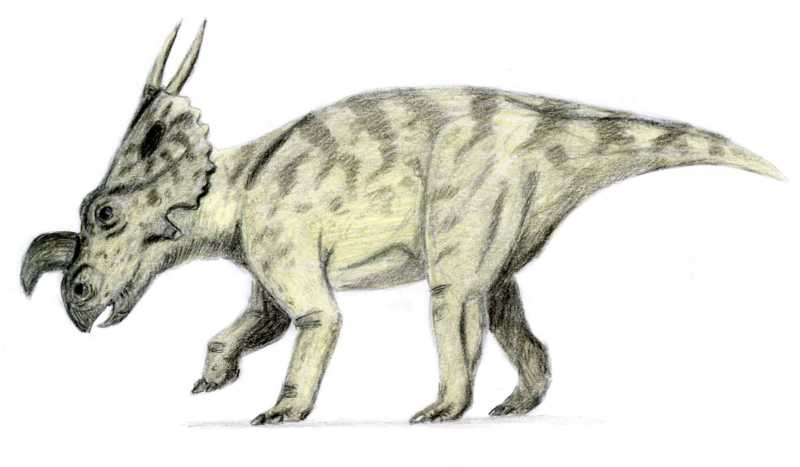
Einiozaur

            - Rodzina psitakozaury (Psittacosauridae)
              - Rodzaj psitakozaur
              - Rodzaj hongszanozaur

            - Rodzina ceratopsy (Ceratopsidae)
              - Podrodzina centrozaury (Centrosaurinae)
                - Rodzaj centrozaur
                - Rodzaj achelozaur
                - Rodzaj pachyrinozaur
                - Rodzaj styrakozaur

              - Podrodzina Ceratopsinae (syn. Chasmosaurinae)
                - Rodzaj Triceratops
                - Rodzaj torozaur
                - Rodzaj chasmozaur
                - Rodzaj einiozaur

            - Rodzina protoceratopsy (Protoceratopsidae)
              - Rodzaj Protoceratops

            - Rodzina czaojangzaury (Chaoyangsauridae)
              - Rodzaj czaojangzaur

            - Rodzina leptoceratopsy (Leptoceratopsidae)
              - Rodzaj Leptoceratops